# Khu kỳ Hồng Kông
Khu kỳ Hồng Kông (tiếng Trung: 香港特別行政區區旗; bính âm: Xiānggǎng Tèbié Xíngzhèngqū Qūqí; tiếng Anh: Flag of Hong Kong), có tên chính thức là Khu kỳ Đặc khu hành chính Hồng Kông thuộc Cộng hòa Nhân dân Trung Hoa có đặc điểm là một hoa dương tử kinh năm cánh màu trắng, được cách điệu hóa, nằm tại trung tâm của một nền đỏ. Thiết kế này được thông qua ngày 4 tháng 4 năm 1990 trong hội nghị thứ ba của Đại hội đại biểu Nhân dân toàn quốc khóa 7. Việc sử dụng chuẩn xác khu kỳ được quy định trong các luật được thông qua tại kỳ họp hành pháp thứ 58 của Quốc vụ viện tổ chức tại Bắc Kinh. Thiết kế của khu kỳ được định rõ trong Luật Cơ bản Hồng Kông, và các quy định liên quan đến sử dụng, cấm sử dụng, mạo phạm, và sản xuất khu kỳ được ghi rõ trong Điều lệ khu kỳ và khu huy. Khu kỳ của Hồng Kông được thượng chính thức lần đầu tiên vào ngày 1 tháng 7 năm 1997, trong lễ bàn giao đánh dấu chuyển giao chủ quyền Hồng Kông giữa Anh Quốc và Trung Quốc.

## Thiết kế

### Ý nghĩa

Nguyên mẫu khu kỳ Hồng Kông được Quốc hội Trung Quốc phê chuẩn vào năm 1990 cùng với Luật Cơ bản.

Thiết kế của khu kỳ mang ý nghĩa về văn hóa, chính trị, và khu vực. Bản thân màu sắc cũng đầy ý nghĩa; đỏ là màu tượng trưng cho việc hỉ trong văn hóa Trung Hoa.
Hơn nữa, sắc độ màu đỏ được sử dụng trong khu kỳ Hồng Kông lấy tiêu chuẩn theo sắc độ màu đỏ sử dụng trong quốc kỳ Trung Quốc, nhằm biểu thị liên hệ tái lập giữa Hồng Kông và Trung Quốc.
Trước khi thông qua khu kỳ, Chủ tịch Ủy ban soạn thảo luật Cơ bản giải thích ý nghĩa của thiết kế khu kỳ trước Đại hội Đại biểu toàn quốc:
Khu kỳ mang một thiết kế của hoa kinh tử dương năm cánh, mỗi cánh có một sao ở giữa, trên một nền đỏ. Hồng kỳ đại diện cho tổ quốc và dương tử kinh đại diện cho Hồng Kông. Thiết kế có ý rằng Hồng Kông là một bộ phận không thể chuyển nhượng của Trung Quốc và thịnh vượng trong vòng tay tổ quốc. Năm sao trong hoa tượng trưng cho thực tế rằng tất cả đồng bào Hồng Kông đều yêu tổ quốc, còn màu đỏ và trắng biểu hiện cho chính sách "một quốc gia, hai chế độ".

### Dựng hình
Chính phủ Hồng Kông quy định về kích cỡ, màu sắc, và các thông số sản xuất của khu kỳ. Nền cờ hình chữ nhật dài là màu đỏ, có sắc độ tương tự sắc độ dùng trong quốc kỳ Trung Quốc. Tỷ lệ chiều dài so với chiều cao là 3:2. Tại trung tâm là năm cánh hoa cách điệu thể hiện một hoa dương tử kinh trắng. Đường tròn ngoài của hoa có đường kính bằng 3/5 chiều cao của khu kỳ. Các cánh hoa xếp đều bao quanh điểm trung tâm của khu kỳ, tỏa ra ngoài theo chiều kim đồng hồ. Trong mỗi cánh hoa có một sao đỏ năm cánh và một sợi nhị hoa màu đỏ. Điểm trung tâm của hoa là trung tâm của khu kỳ.

Bản dựng hình khu kỳ Hồng Kông.

### Thông số kích cỡ

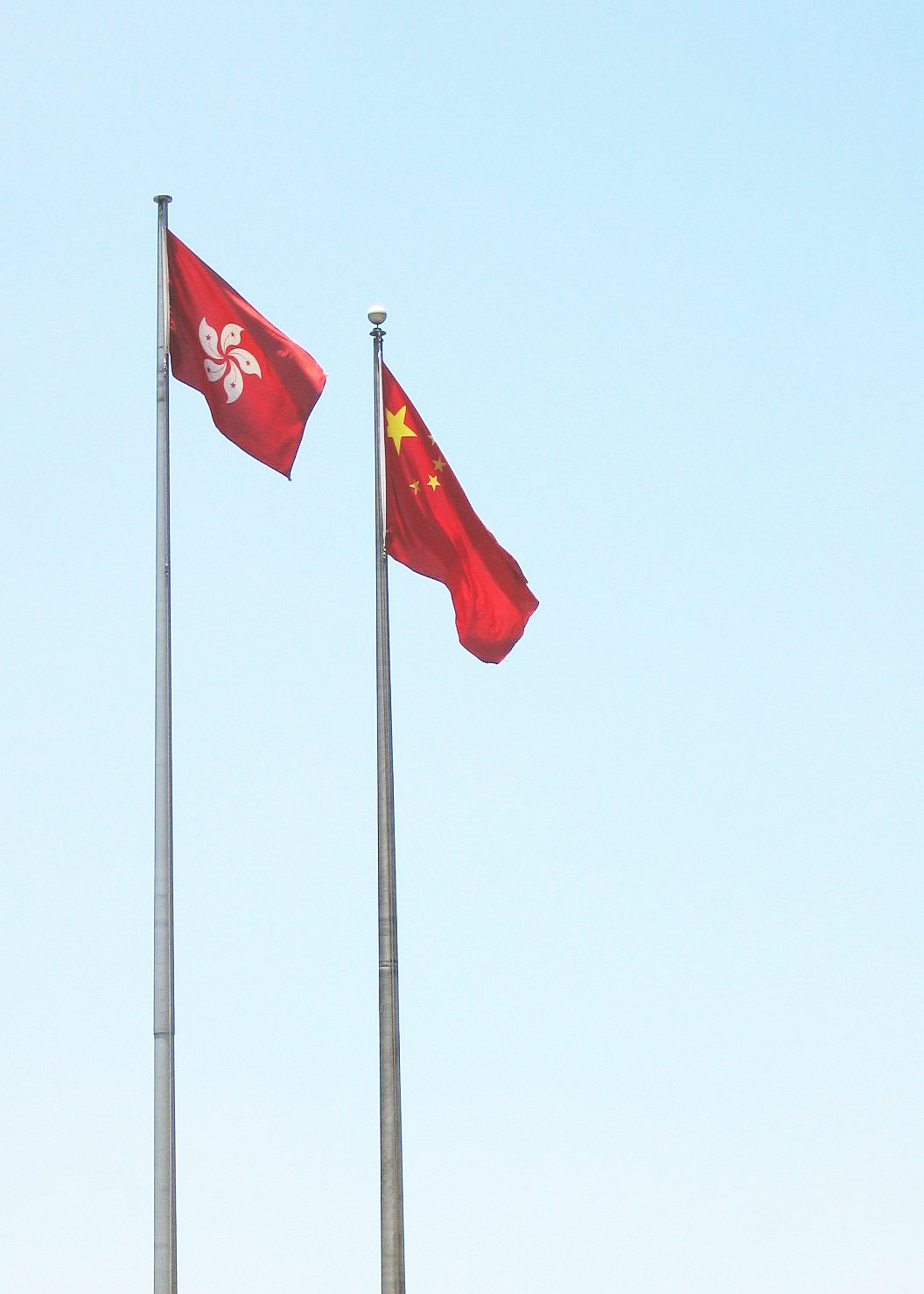
Khu kỳ Hồng Kông bay cạnh quốc kỳ Trung Quốc.

Nếu một khu kỳ có kích cỡ khác với tiêu chuẩn do nhu cầu đặc thù, nó phải tuân theo kích cỡ thông dụng để phóng to hay thu nhỏ.
| Loại    | Dài và cao (cm) |
| ------- | --------------- |
| 1       | 288 × 192       |
| 2       | 240 × 160       |
| 3       | 192 × 128       |
| 4       | 144 × 96        |
| 5       | 96 × 64         |
| Xe      | 30 × 20         |
| Ký kết  | 21 × 14         |
| Mặt bàn | 15 × 10         |

### Thông số màu sắc
Sau đây là sắc độ gần đúng của khu kỳ Hồng Kông trong các mẫu màu khác nhau.
| Màu   | Mẫu màu | HTML    | CMYK             | Màu dệt | HSL            | Pantone |
| ----- | ------- | ------- | ---------------- | ------- | -------------- | ------- |
| Đỏ    |         | #DE2910 | 0-81.5-92.8-12.9 | Đỏ      | 7.3°,86.6,46.7 | 485 C   |
| Trắng |         | #FFFFFF | 0-0-0-0          | Trắng   | 0°,100%,100%   | White   |

### Quy định chế tạo
Điều lệ khu kỳ và khu huy quy định rằng khu kỳ Hồng Kông cần phải được chế tạo đúng quy cách theo thông số đặt ra trong điều lệ. Nếu có ai không chế tạo khu kỳ đúng quy định theo điều lệ, Ty trưởng luật chính ty có thể thỉnh cầu pháp viện khu vực ra một lệnh cấm chế, cấm chỉ chế tạo khu kỳ không hợp quy; có thể thỉnh cầu mệnh lệnh của pháp viện khu vực, tịch thu hết các khu kỳ và các tư liệu sử dụng để chế tạo số khu kỳ đó.

## Lễ nghi
Khu kỳ Hồng Kông trưng hàng ngày tại các địa điểm: các trạm quản chế và kiểm tra biên cảnh, sân bay quốc tế Hồng Kông, dinh thự chính thức của Trưởng quan hành chính, trước Tổng đốc phủ. Khu kỳ được trưng vào những ngày làm việc tại: Văn phòng trưởng quan hành chính, Tổ hợp cơ quan chính phủ trung ương khu, Hội nghị hành chính, hội Lập pháp, cục Thị chính, cục Thị chính khu vực, pháp viện các cấp, các văn phòng kinh tế mậu dịch của Hồng Kông tại hải ngoại, thuyền của chính phủ. Trưởng cơ quan hành chính có thông cáo rõ ràng về các cơ cấu chính phủ và phi chính phủ phải treo khu kỳ trong các ngày quốc khánh Trung Quốc, ngày thành lập Đặc khu, tết Nguyên đán. Theo truyền thống, khu kỳ được thượng vào 8:00 giờ sáng và hạ vào 6:00 giờ tối. Việc thượng và hạ khu kỳ cần phải từ từ; khu kỳ cần phải được thăng đến đỉnh cột khi thượng, và không được chạm đất khi hạ. Có thể miễn treo khu kỳ khi điều kiện thời tiết cực đoan. Không trưng bày hoặc sử dụng một khu kỳ bị hư hại, bị bẩn, phai màu, hoặc không đúng quy cách.

### Trưng cùng quốc kỳ

Cách trưng Khu kỳ Hồng Kông cùng Quốc kỳ Cộng hòa Nhân dân Trung Hoa

Theo quy định của Hồng Kông, khi quốc kỳ Trung Quốc được trưng cùng với khu kỳ và các hiệu kỳ khác, quốc kỳ Trung Quốc cần phải ở vị trí trung tâm, cao hơn hoặc nổi bật hơn. Khi hành tiến thì quốc kỳ Trung Quốc ở phía trước các hiệu kỳ khác. Nếu quốc kỳ và khu kỳ cùng xuất hiện, khu kỳ phải có kích cỡ nhỏ hơn quốc kỳ, khu kỳ ở bên trái còn quốc kỳ ở bên phải. Khi quốc kỳ và khu kỳ được trưng trong phòng, nếu lưng của người hướng về phía tường (phía sau hiệu kỳ) và nhìn về phía trước, thì người đó là điểm tham chiếu. Khi trưng ở phần bên ngoài một kiến trúc, lấy tham chiếu là người đứng trước kiến trúc và mặt hướng về mặt tiền của kiến trúc đó. Quốc kỳ sẽ thượng trước và hạ sau khu kỳ. Với ngoại lệ là trong các sự kiện thể thao.

### Treo rủ

Cách treo rủ Khu kỳ Hồng Kông

Khu kỳ Hồng Kông cần phải được treo rủ cùng Quốc kỳ Cộng hòa Nhân dân Trung Hoa nhằm biểu thị thương tiếc các nhân sĩ đã qua đời sau đây:
- Chủ tịch nước Cộng hòa Nhân dân Trung Hoa, Ủy viên trưởng Ủy ban Thường vụ Đại hội đại biểu Toàn quốc, Tổng lý Quốc vụ viện, Chủ tịch Ủy ban quân sự trung ương
- Chủ tịch Ủy ban toàn quốc Hội nghị Hiệp thương Chính trị Nhân dân Trung Quốc
- Người có cống hiến kiệt xuất cho nước Cộng hòa Nhân dân Trung Hoa, do Chính phủ Nhân dân Trung ương thông báo cho Trưởng quan hành chính.
- Người có cống hiến kiệt xuất cho hòa bình thế giới hoặc là sự nghiệp tiến bộ của nhân loại, do Chính phủ Nhân dân Trung ương thông báo cho Trưởng quan hành chính.
- Người được Trưởng quan hành chính nhận định là có cống hiến kiệt xuất đối với Khu hành chính đặc biệt Hồng Kông, hoặc người mà Trưởng quan hành chính nhận định thích hợp để treo rủ khu kỳ nhằm thể hiện thương xót.

Khi phát sinh sự kiện bất hạnh gây thương vong đặc biệt nghiệm trọng, hoặc tai họa tự nhiên gây ra thương vong nghiêm trọng, có thể treo cờ rủ để thể hiện thương tiếc, Chính phủ nhân dân Trung ương thông báo cho Trưởng quan hành chính hoặc Trưởng quan hành chính nhận thấy thích hợp. Khi treo rủ khu kỳ đầu tiên cần thăng đến đỉnh cột, sau đó hạ thấp xuống một điểm mà cự ly giữa đỉnh cờ và đỉnh cột bằng 1/2 hoặc 2/3 chiều dài cột. Khi hạ khu kỳ thì trước tiên phải thăng lên đỉnh của cột rồi sau đó hạ xuống.

### Cấm chỉ sử dụng và mạo phạm
Điều lệ khu kỳ và khu kỳ ghi rằng không được trưng bày hoặc sử dụng khu kỳ Hồng Kông hoặc thiết kế của khu kỳ để làm nhãn hiệu hoặc quảng cáo, và trong các trường hợp và trường sở khác do trưởng quan hành chính căn cứ theo quy định. Ngoài ra, một người sẽ bị định tội nếu sử dụng khu kỳ hoặc thiết kế của khu kỳ khi chưa được trao quyền hợp pháp hoặc biện giải không hợp lý. Nếu ai công khai và cố ý dùng các phương thức như đốt cháy, cắt xẻo, vạch bậy, bôi bẩn, giẫm lên để làm nhục khu kỳ, người đó sẽ bị xem là phạm tội, với khung hình phạt kịch khung là 3 năm tù giam.

## Lịch sử
Trước khi diễn ra chuyển giao chủ quyền đối với Hồng Kông, từ ngày 20 tháng 5 năm 1987 đến ngày 31 tháng 3 năm 1988, một cuộc thi được tổ chức nhằm giúp chọn ra một khu kỳ và khu huy cho Hồng Kông hậu thuộc địa, tổng cộng nhận được 7.147 bản thảo thiết kế từ Trung Quốc đại lục và Hồng Kông, trong đó 4.489 bản thảo thiết kế khu kỳ. Kiến trúc sư Hà Thao được chọn làm một trong các thành viên giám khảo để chọn ra khu kỳ mới cho Hồng Kông. Ông nhớ lại rằng có một số thiết kế khá khôi hài và xuyên tạc về chính trị: "Một thiết kế có một búa liềm ở một bên và một ký hiệu đô la ở bên khác." Một số thiết kế bị từ chối bởi chúng có những tư liệu có bản quyền, ví dụ như huy hiệu của cục Thị chính, Tiết Nghệ thuật Hồng Kông và cục Phát triển Du lịch Hồng Kông. Ủy ban bình chọn lựa chọn sáu thiết kế khu kỳ từ vòng sơ tuyển, song đều bị phía Trung Quốc loại. Hà Thao và hai người khác được phía Trung Quốc mời đưa ra đề xuất mới.
Hà Thao đem đến một đóa hoa dương tử kinh, cùng các ủy viên ngắm hình thái của hoa, mọi người nhận định đây có thể là một phương hướng thiết kế khả thi. Phương án của Hà Thao lấy màu đỏ làm chủ, bên trong hoa dương tử kinh sinh động có sao năm cánh nhỏ. Thiết kế được thông qua ngày 4 tháng 4 năm 1990 trong hội nghị thứ ba của Đại hội đại biểu Nhân dân toàn quốc khóa 7, được hội nghị toàn thể lần thứ tư của Ủy ban trù bị Khu hành chính đặc biệt Hồng Kông thông qua vào ngày 10 tháng 8 năm 1996. Khu kỳ chính thức được thượng vào những giây đầu tiên của ngày 1 tháng 7 năm 1997 trong lễ bàn giao đánh dấu chuyển giao chủ quyền. Khu kỳ được thượng cùng với quốc kỳ Trung Quốc, trong khi quốc ca Trung Quốc cất lên. Quốc kỳ Anh Quốc và hiệu kỳ của Hồng Kông thuộc địa được hạ vào những giây cuối trước lúc nửa đêm.
Năm 1843, một ấn đại diện cho Hồng Kông được chế định. Thiết kế dựa trên một quang cảnh bến nước địa phương; ba thương nhân địa phương cùng hàng hóa thương mại của họ có thể trông thấy tại cận cảnh, một thuyền buồm thẳng và một thuyền mành ở trung cảnh, trong khi hậu cảnh gồm có các đồi hình nón và mây. Năm 1868, một hiệu kỳ Hồng Kông được tạo ra, một hiệu kỳ màu xanh với một huy hiệu dựa trên "quang cảnh địa phương" này, song thiết kế bị Tổng đốc Hồng Kông Richard Graves MacDonnell từ chối.
Năm 1870, Bộ trưởng Thuộc địa Anh Quốc đề xuất một lam thuyền kỳ với một huy hiệu "vương miện trắng trên HK". Các chữ "HK" bị bỏ qua và vương miện trở nên toàn sắc ba năm sau đó. Không biết chính xác rằng huy hiệu trông như thế nào trong giai đoạn này, song nó không có vẻ là có "quang cảnh địa phương". Nó phải có một vương miện theo một dạng, có hoặc không các chữ "HK" bên dưới. Năm 1876, huy hiệu "quang cảnh địa phương" trên lam thuyền kỳ được tái thông qua với sự chấp thuận của Bộ Hải quân.
Năm 1955, huy hiệu "quang cảnh địa phương" trên lam thuyền kỳ được sửa đổi. Huy hiệu mới tương tự như huy hiệu năm 1876, song thấp hơn một chút, và một núi chân thực hơn ở phía bên trái. Núi, thuyền buồm, và thuyền mành được làm cho thêm nổi bật và chạm nổi.
Viện huy hiệu tại Luân Đôn ban huy hiệu cho Hồng Kông vào ngày 21 tháng 1 năm 1959. Hiệu kỳ Hồng Kông được sửa đổi cùng năm, có huy hiệu trên lam thuyền kỳ. Thiết kế này được sử dụng chính thức từ năm 1959 cho đến khi chuyển giao chủ quyền Hồng Kông vào năm 1997. Kể từ đó, hiệu kỳ thời thuộc địa được những người kháng nghị sử dụng như một biểu tượng thể hiện sự đối kháng với đại lục.
| Hiệu kỳ | Thời gian | Mô tả |
| ------- | --------- | --- |
|         | 1862-1890 | Quốc kỳ Đại Thanh Đế quốc thời kỳ trước Chiến tranh Nha phiến                                                            |
|         | 1890-1843 | Quốc kỳ Đại Thanh Đế quốc thời kỳ trước Chiến tranh Nha phiến                                                            |
|         | 1843-1870 | Quốc kỳ Đế quốc Anh thời kỳ Anh Quốc chiếm đóng Hồng Kông                                                                |
|         | 1870–1876 | Lam thuyền kỳ Anh Quốc và một vương miện "H.K.".                                                                         |
|         | 1876–1941 | Lam thuyền kỳ Anh Quốc cùng quang cảnh bến nước địa phương.                                                              |
|         | 1941-1945 | Quốc kỳ Đại Nhật Bản Đế quốc thời kỳ Nhật Bản xâm chiếm Hồng Kông                                                        |
|         | 1945–1955 | Lam thuyền kỳ Anh Quốc cùng quang cảnh bến nước địa phương.                                                              |
|         | 1955–1959 | Lam thuyền kỳ Anh Quốc cùng quang cảnh bến nước địa phương.                                                              |
|         | 1959–1997 | Lam thuyền kỳ Anh Quốc cùng huy hiệu Hồng Kông (1959–1997).                                                              |
|         | 1997–nay  | Một lá cờ màu đỏ với hoa dương tử kinh 5 cánh được cách điệu hóa màu trắng với 5 sao đỏ ở mỗi cánh hoa ở trung tâm lá cờ |

## Lựa chọn thiết kế
Trước khi chuyển giao chủ quyền Hồng Kông vào năm 1997, từ ngày 20 tháng 5 năm 1987 đến ngày 31 tháng 3 năm 1988, một cuộc thi đã được tổ chức giữa các cư dân Hồng Kông để giúp chọn một lá cờ cho Hồng Kông thời hậu thuộc địa, với 7.147 bài nộp thiết kế, trong đó có 4.389 bài nộp về thiết kế cờ. Kiến trúc sư Hà Thao được chọn là một trong những thành viên của hội đồng để chọn lá cờ mới của Hồng Kông. Ông nhớ lại rằng một số thiết kế khá buồn cười và có sự bóp méo liên quan đến chính trị: "Một bên có cây búa liềm còn ở bên kia có ký hiệu đô la." Một số thiết kế đã bị từ chối vì chúng chứa các tài liệu có bản quyền như biểu tượng của Hội đồng Thành phố, Liên hoan Nghệ thuật Hồng Kông và Ban Du lịch Hồng Kông. Sáu bản thiết kế đã được chọn vào vòng cuối bởi các thành viên trong hội đồng, nhưng tất cả sau đó đã bị Chính phủ trung ương từ chối. Hà và hai người khác sau đó đã được yêu cầu gửi đề xuất mới.
Trong quá trình tìm kiếm cảm hứng, Hà đã đi lạc vào một khu vườn và nhặt một bông hoa dương tử kinh. Hà quan sát sự đối xứng của năm cánh hoa và cách họa tiết uốn lượn của chúng truyền cho ông động lực. Điều này khiến ông kết hợp bông hoa vào lá cờ đại diện cho Hồng Kông. Bản thiết kế này đã được thông qua vào ngày 4 tháng 4 năm 1990 tại hội nghị thứ ba của Đại hội đại biểu Nhân dân toàn quốc khóa 7, và lá cờ lần đầu tiên được treo chính thức vài giây sau nửa đêm ngày 1 tháng 7 năm 1997 trong buổi lễ đánh dấu sự chuyển giao chủ quyền Hồng Kông từ Anh Quốc sang Trung Quốc. Nó được treo cùng với quốc kỳ Cộng hòa Nhân dân Trung Hoa trong khi cử quốc ca "Nghĩa dũng quân tiến hành khúc". Lá cờ Vương quốc Liên hiệp Anh và Bắc Ireland và lá cờ Hồng Kông thuộc Anh đã bị hạ xuống trước đó.